# 福知山城
福知山城（日语：ふくちやまじょう）是位於日本京都府福知山市的一座城郭，屬於平山城，在江戶時代是福知山藩的居城。福知山城的築城者是明智光秀。現在福知山城是一座公園。天守分為三重四階的大天守和二重二階的小天守，是1986年修建的復原天守。春季這裡是著名的賞櫻花勝地。